# Sadalmelik
Sadalmelik (alpha Aquarii) is een heldere ster in het sterrenbeeld Waterman (Aquarius).
De ster staat ook bekend als Sadalmelek, Sadla mulk, El Melik en Saad el Melik.